# Człowiek orkiestra (film 1970)
Człowiek orkiestra – komedia francusko-włoska z 1970 w reżyserii Serge Korbera, z udziałem Louisa de Funèsa.
Polska premiera filmu odbyła się w lipcu 1972 roku i był dystrybuowany z reportażem Stacja 21 WFO z 1971 roku lub animacją Diament Paul Grimaulta.

## Fabuła
Evan Evans jest reżyserem muzycznym i choreografem music-hallu. Prowadzi także trupę taneczną dwunastu "najpiękniejszych dziewcząt świata", czuwając nad ich moralnością. Ale niebawem kłopoty sprowadza na niego jego siostrzeniec Philippe.

## Obsada
- Louis de Funès: Evan Evans
- Olivier de Funès: Philippe
- Noëlle Adam: Françoise
- Puck Adams: Endrika
- Paul Préboist: dyrektor hotelu
- Marco Tulli: komisarz włoskiej policji
- Franco Fabrizzi: Franco Buzzini, narzeczony Francoise
- Micheline Luccioni: pijana dziewczyna na jachcie
- Martine Kelly: tancerka, która wyszła za mąż
- Tiberio Murgia: ojciec Sycylijki
- Henri Bellus: kierowca na autostradzie
- Max Desrau: kierowca na autostradzie
- Jacqueline Doyen: kierowca na autostradzie
- Christor Georgiadis: Chris
- Ibrahim Seck: kierowca autobusu
- Franco Volpi: markiz
- Michel Charrel
- Robert Castel
- Michèle Alba: tancerka
- Danielle Minazzoli: tancerka
- Vittoria di Silvero: tancerka
- Paola Tedesco: tancerka
- Lydie Callier: tancerka
- Géraldine Lynton: tancerka
- Françoise Occhipini: tancerka
- Christine Reynolds: tancerka
- Anne Trenbasiewicz: tancerka
- Leila Bouvier: tancerka
- Françoise Gros: tancerka
- Sylvie Maunet: tancerka
- Elisabeth Plazanel: tancerka
- Danielle Valdorizi: tancerka
- Rosario Toledano: tancerka

## Odbiór
Maciej Karpiński na łamach „Filmu” dał recenzję negatywną określając typ komizmu de Funèsa jako „degrengoladę” i porównał do oglądania nieporadnego zwierzęcia z zoo. Powołując się na słowa „jednego z krytyków francuskich” ubolewał, że de Funès nie wykorzystuje swego potencjału i nie mierzy wyżej od tego, co wymaga jego publiczność. Stwierdził, że będzie to kolejny film zapełniający kina, jednak zalecił refleksję nad „czym mógł by być de Funès, gdyby...”. Uważał także, że ze względu na fabułę odpowiedniejszym tytułem byłby Kłopoty z cnotą.